# NGC 828
NGC 828 é uma galáxia espiral (Sa/P) localizada na direcção da constelação de Andromeda. Possui uma declinação de +39° 11' 28" e uma ascensão recta de 2 horas, 10 minutos e 09,5 segundos.
A galáxia NGC 828 foi descoberta em 18 de Outubro de 1786 por William Herschel.